# Larsered
Larsered is een plaats in de gemeente Göteborg in het landschap Bohuslän en de provincie Västra Götalands län in Zweden. De plaats heeft 57 inwoners (2005) en een oppervlakte van 7 hectare. De plaats ligt op het eiland Hisingen en wordt omringd door zowel bos als landbouwgrond. De stad Göteborg ligt een paar kilometer ten zuiden en ten oosten van het dorp.